# Белый крест (благотворительное общество)
«Белый крест», или «Общество попечения о нуждающихся семействах воинов, потерявших здоровье на службе» — благотворительная организация, созданная в Российской империи. Первое собрание общества состоялось 1 февраля 1881 года, а его устав был зарегистрирован Министерством внутренних дел Российской империи 29 декабря 1880 года (изменён в связи с новым названием 31 мая 1884 года).
Целями организации являлись оказание помощи:
а) нуждающимся воинам, потерявшим здоровье на службе, их детям, женам и вдовам;
б) в особо уважительных случаях — лицам, состоящим на действительной военной службе, а также уволенным в отставку не по болезни, и их семействам, если лица эти пострадали от каких-либо исключительных обстоятельств или обременены многочисленным семейством.
Общество «Белый крест» выдавало пособия деньгами и вещами, помещало сыновей офицеров, имеющих право быть принятыми на казённый счет, в кадетские корпуса, в принадлежащую обществу школу-приют, ходатайствовало о помещении престарелых и больных в богадельни и больницы, а детей их в приюты, школы и так далее.
«Белый крест» обустраивал общежития, приюты, пансионы для учащихся и дома призрения. Общество состояло из неограниченного числа членов: почётных, пожизненных, действительных и сотрудников. Членами могли быть совершеннолетние лица обоего пола, как русские подданные, так и иностранцы, без различия званий и состояний, за исключением учащихся в учебных заведениях, нижних чинов действительной службы и лиц, ограниченных в правах или опороченных по суду.
Звание почётного члена могло быть присвоено общим собранием: а) лицам, внёсшим в пользу общества единовременно не менее 500 рублей, и б) лицам, оказавшим обществу особые услуги. Члены общества были обязаны вносить: а) действительные — ежегодно не менее 6 рублей и б) пожизненные — единовременно не менее 100 рублей.
В члены-сотрудники избирались лица, изъявившие готовность безвозмездно содействовать целям общества личным трудом или своими знаниями. Для членов-офицеров, состоявших на действительной военной службе, допускалась рассрочка платежа ежегодных взносов по 50 копеек в месяц через казначеев. Все почётные члены имели право носить в виде брелока особый Высочайше утверждённый жетон, право ношения какового могло быть предоставлено и членам прочих категорий и посторонним лицам, известным своей выдающейся и полезной для общества деятельностью.
Управление делами общества возлагалось на: а) комитет в Санкт-Петербурге (Очаковская улица, д. 4—6), б) правления в других городах, в) общие собрания членов: главное — в столице и местные — в провинции.
Общество состояло под покровительством великого князя Михаила Александровича и находилось в ведении Министерства внутренних дел Российской империи.
К 1 января 1910 года денежные средства общества составляли 288 650 рублей, недвижимость и инвентарь школы около 250 тысяч рублей. Главным благотворительным учреждением «Белого креста» являлась школа-приют в Санкт-Петербурге, как вполне организованное учебное заведение подготовительного характера, дающее приют, первоначальное обучение и воспитание сыновьям офицеров, пострадавших на войне или потерявших здоровье при условиях мирной службы. Сыновья священников, врачей и чиновников военного ведомства, а также и всех вообще чинов морской службы покровительству общества по уставу не подлежали. При школе была обустроена православная церковь. Установленный штат школы составлял 100—120 человек. В приют-школу принимались только малолетние (7—10 лет), имевшие по закону право на поступление в кадетские корпуса на иждивение правительства. Дети носили форму, стилизованную под кадетскую. За 15 лет, до 1910 года, обществом было определено в кадетские корпуса и другие учебные заведения России более четырёхсот питомцев.
Вскоре после революции 1917 года общество «Белый крест» было упразднено большевиками; школа и храм функционировали, благодаря преданности персонала, до 1919 года.

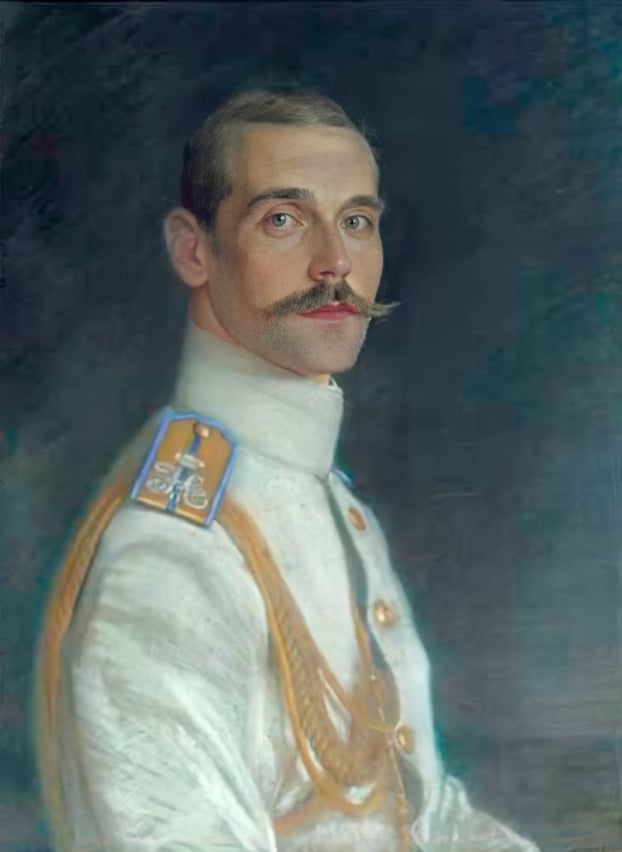
Великий князь Михаил Александрович, покровитель общества
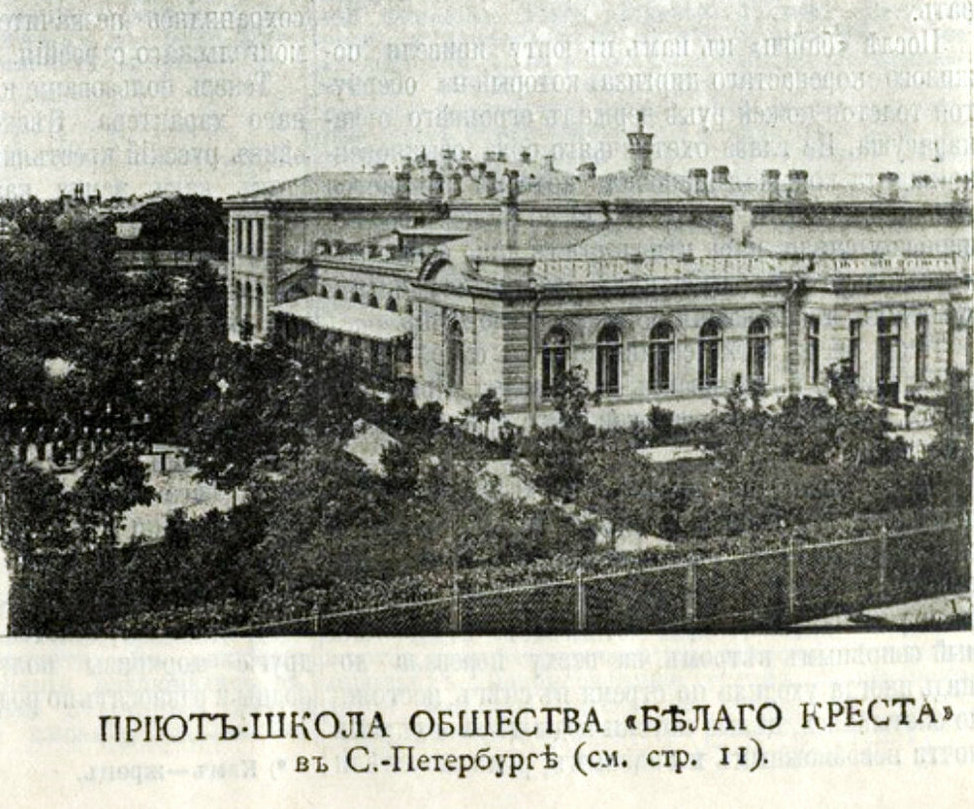
Приют-школа общества Белого креста, 1897 (до перестройки)
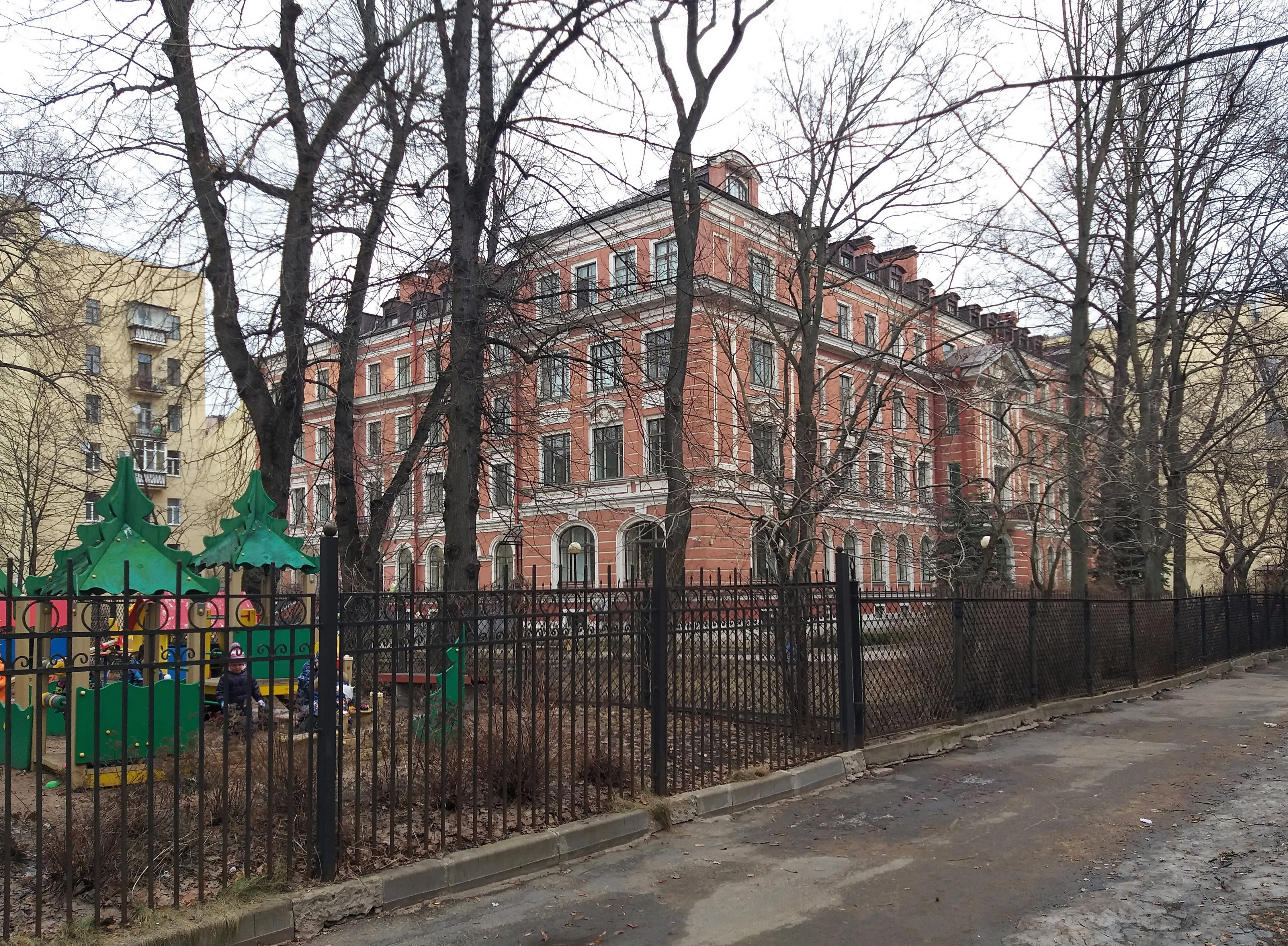
Бывшее здание «Общества Белого Креста» с домовым храмом св. благоверного князя Михаила Тверского; Очаковская улица, 6.
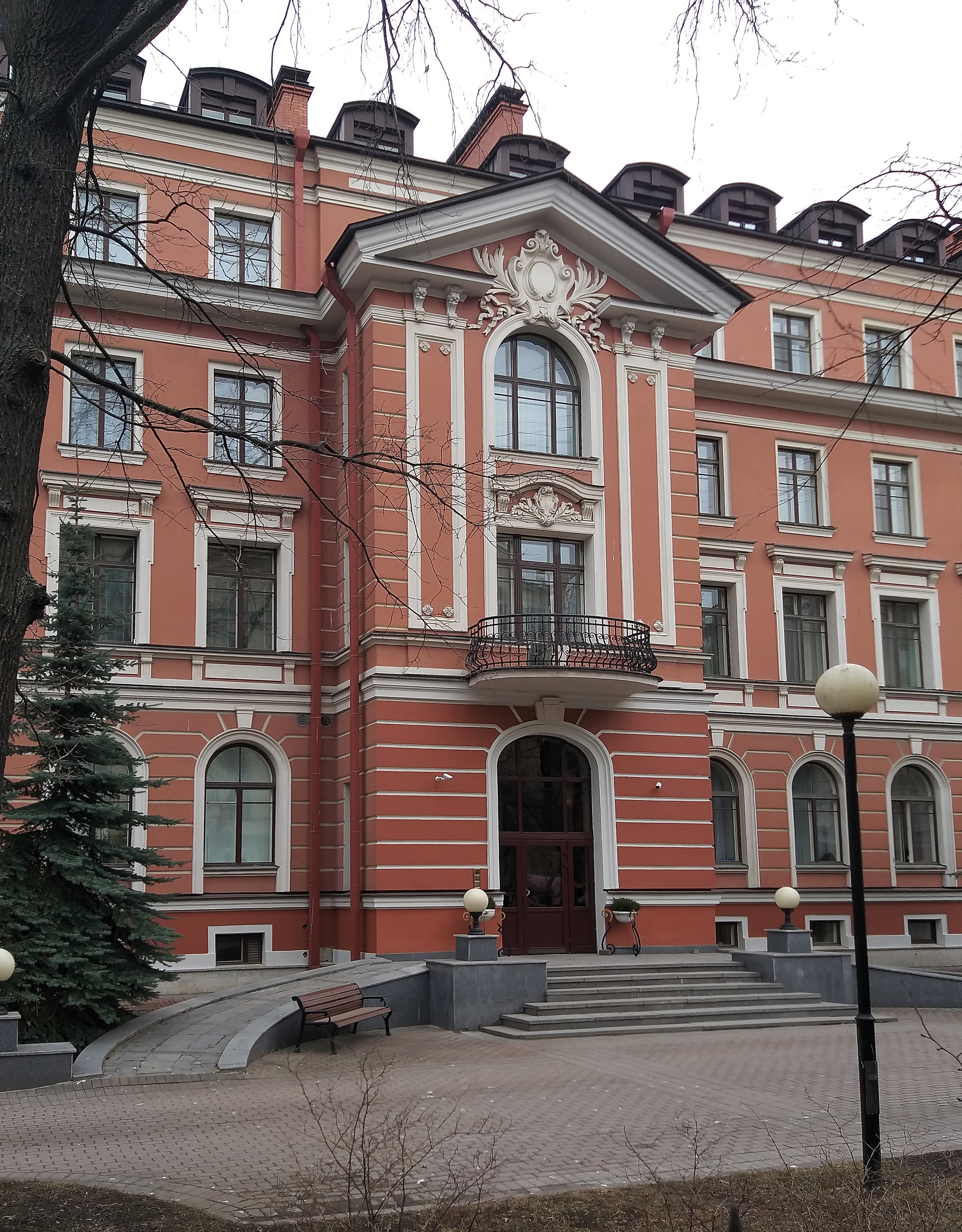
Очаковская улица, 6 — центральная часть
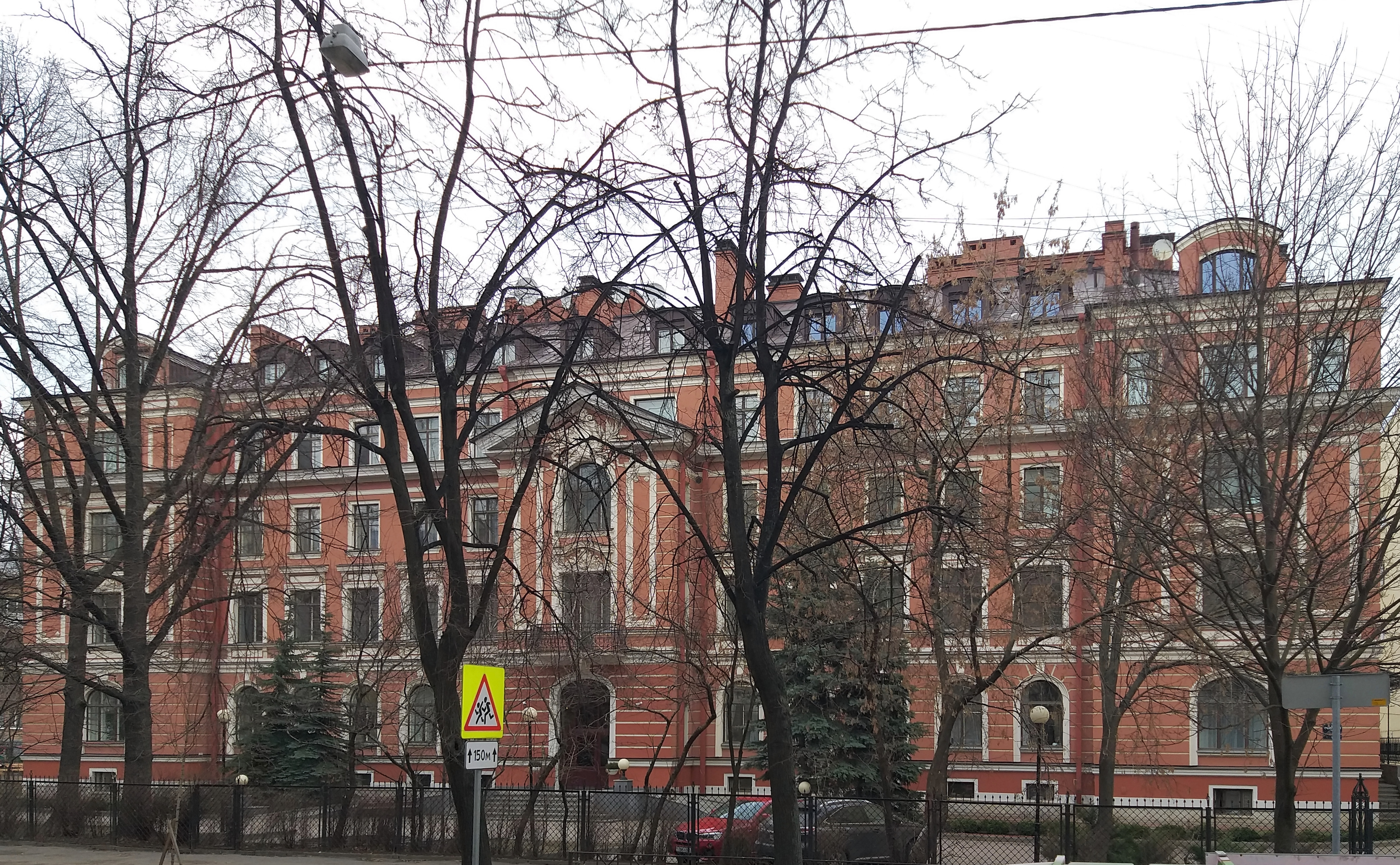
Очаковская улица, 6 — фасад